# Via de' Sassetti
Via de' Sassetti è una strada del centro storico di Firenze, situata tra piazza dei Davanzati e via degli Strozzi (dove è il canto de' Sassetti), incontrando, a circa metà del tracciato, via degli Anselmi. La strada odierna è in larga parte frutto del Risanamento di Firenze, operato negli anni novanta dell'Ottocento. 

## Storia
Per quanto l'attuale tracciato sia stato significativamente modificato alla fine dell'Ottocento, la denominazione è antica, a ricordare la nobile famiglia Sassetti che in questa zone ebbe i propri palazzi, le case e le torri, dei quali resta oggi solo un manomesso palazzo Sassetti. Nonostante le memorie antiche che ancora in parte si apprezzano sul lato destro del tratto tra via degli Anselmi e via degli Strozzi, la strada, come accennato, ha carattere tardo ottocentesco. 
Fu infatti interessata dai lavori che, tra il 1885 e il 1895, ebbero come obiettivi quelli di risanare l'area del Mercato Vecchio e del Ghetto ebraico, conferendole igiene e decoro borghese. Più in particolare questa strada, che in antico era limitata al solo breve tratto oltre via degli Anselmi, fu ampliata e regolarizzata dal lato sinistro, aprendo parallelamente il tratto che collega piazza de' Davanzati, di impianto ugualmente coevo.

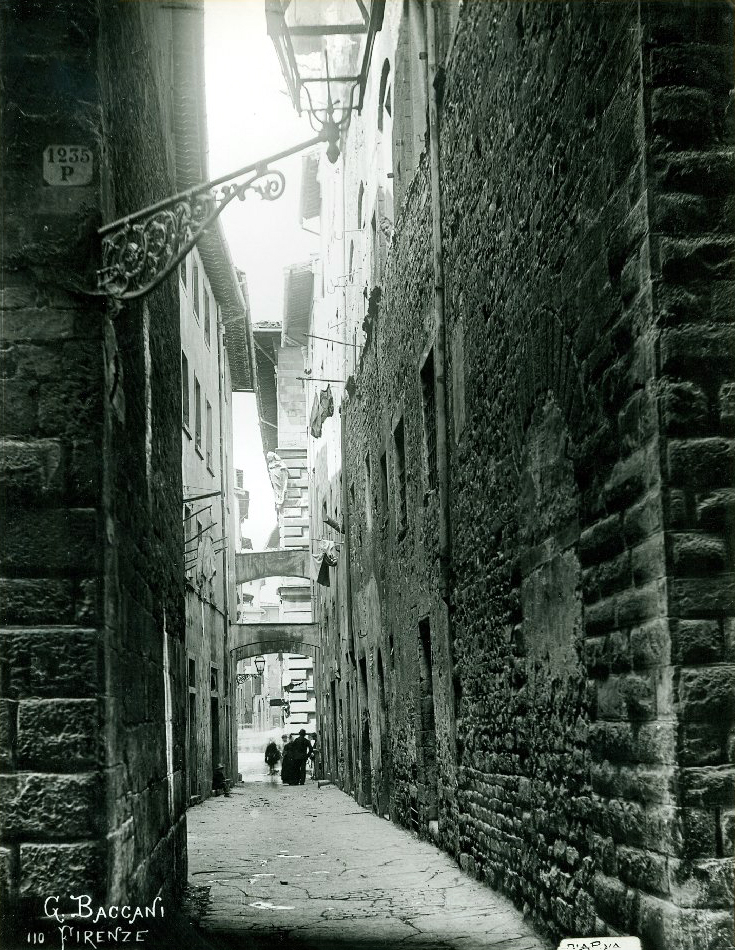
Veduta di via dei Sassetti verso via Strozzi prima dell'ampliamento ottocentesco
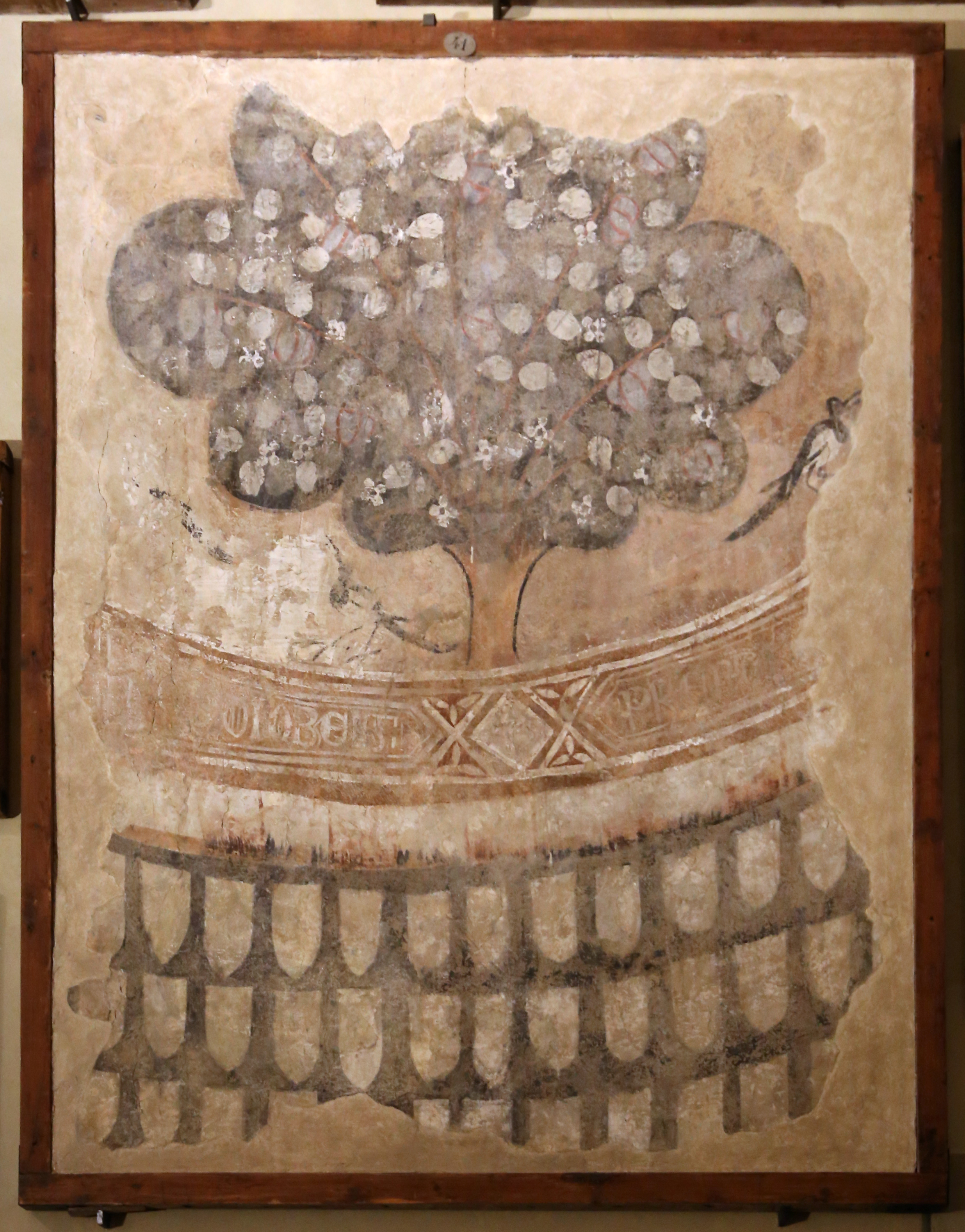
Pittura murale da una demolita casa dei Sassetti, oggi al Museo di San Marco

## Descrizione
Di carattere indubbiamente signorile, la strada partecipa tuttavia relativamente al carattere commerciale proprio del così detto "distretto del lusso" fiorentino, con via Roma, via de' Tornabuoni e via della Vigna Nuova.

### Edifici
| Immagine | N°      | Nome                    | Descrizione |
| -------- | ------- | ----------------------- | --- |
|          | 1       | Palazzo dello Strozzino | L'edificio si è determinato nel corso del tempo a partire dal nucleo più antico e storicamente rilevante riconducibile all'opera di Michelozzo e di Giuliano da Maiano, e venne stravolto con il piano di risanamento dell'antico centro, con l'abbattimento di una fetta per l'allargamento di via degli Anselmi e di una porzione sul retro per la creazione ex novo di un nuovo tratto di via de' Sassetti. Si procedette quindi all'abbattimento dei volumi prospettanti sul chiasso di piazza Marmora e verso Porta Rossa in modo da realizzare l'attuale piazza de' Davanzati. Negli anni venti del Novecento, acquistato dal Sindacato Immobiliare Toscano (1919) il palazzo fu riadattato a teatro dall'architetto Marcello Piacentini come cinema teatro Savoia, poi Odeon. Su via de' Sassetti il fronte si presenta con un disegno in tutto simile a quello che prospetta su via degli Anselmi. Al terreno si succedono gli archi dei quali uno (segnato dal numero 5 rosso) coronato da una tettoia in ferro e vetro che individua l'attuale accesso allo Yab. In alto corona la fabbrica un loggiato a colonnine tamponato e quindi un'ampia gronda alla fiorentina. In corrispondenza dell'ingresso al numero 1 (posto al limitare sinistro) è un grande ed elaborato scudo con il campo vuoto; al di sotto è una lapide che dice il palazzo costruito nel 1922 dal Sindacato Immobiliare Toscano e restaurato nel 1938. Sull'angolo tra via degli Anselmi e via de' Sassetti è una notevole lanterna sormontata dal giglio di Firenze e sorretta da sei figure di efebi nudi in gesso dipinto a imitazione del bronzo, opera datata al 1929 dello scultore Bernardo Morescalchi. |
|          | 2       | Palazzo delle Poste     | Il grande edificio fu realizzato a cura del Comune di Firenze per riunire in un unico luogo i servizi postali e telegrafici della città, sfruttando due lotti non ancora venduti e risultanti dalle operazioni di risanamento del vecchio centro (1885-1895), identificabili nell'area precedentemente occupata da San Miniato fra le Torri (un intero rione con non meno di sei strade, quattro piazzette e l'omonima chiesa). L'edificio, inaugurato nel 1917, venne dotato dei più moderni impianti e servizi e particolare attenzione fu dedicata agli arredamenti e all'apparato decorativo degli ambienti per il pubblico. Caratteri di una certa imponenza presenta il fronte su via Sassetti-piazza Davanzati, articolato in tre parti e rivestito in bugnato rustico nel settore basamentale. La parte centrale è scandita da sette arcate a tutto sesto tamponate, all'interno delle quali si aprono i due portoni di accesso secondario, incorniciati e timpanati, e finestre incorniciate ad arco. Oltre il piano ammezzato, illuminato da aperture regolari, si eleva un ordine di finestre ad edicola architravate, con timpano semicircolare e parapetti a traforo, sormontate dalle piccole lucifere del secondo piano ammezzato, spartite da stemmi e cartigli in piccoli riquadri. |
|          | 4       | Palazzo Sassetti        | L'edificio, abitato dalla famiglia Sassetti fino al 1651, vanta una fondazione trecentesca, pur presentandosi oggi sostanzialmente nelle forme conferitegli alla fine dell'Ottocento, durante i lavori di risistemazione dell'area, con una significativa trasformazione sia di un antico palazzo Sassetti sia di altre fabbriche, già di proprietà degli stessi Sassetti e degli Anselmi, peraltro tagliate per l'ampliamento delle strade su cui si affacciano. Per le tracce che conserva di queste preesistenze il palazzo è stato segnalato come uno dei pochi edifici della zona scampato alle demolizioni dell'antico centro ma, sostanzialmente, è da considerare un esempio, per quanto notevole, di ricostruzione in stile. L'edificio originale infatti, nella stretta via "della Torre de' Sassetti", sporgeva molto più a ovest, con una facciata in cui si aprivano aperture a diversi livelli, evidenziando come in origine l'edificio avesse inglobato varie strutture, tra cui una torre, appunto, appartenuta a questa famiglia. |
|          | 6       | Palazzo Anselmi Ristori | Qui si trovavano antiche case degli Anselmi e dei Sassetti, passate ai Ristori e quindi nell'Ottocento agli Alinari. Nell'ambito dei lavori di "risanamento" del vecchio centro questo edificio fu parzialmente demolito dal lato della strada, quindi eretta una nuova facciata in stile che, con le sue bozze graffite, i ferri da cavallo in basso e i molti ferri da stanga ad affiancare le semplici finestre in alto, dovette apparire a molti più che plausibile nel rimandare ad una architettura medievale. In basso sono avanzi delle strutture originarie, come sono nell'androne del palazzo con volte a vela decorate con motivi trecenteschi. Sul limitare sinistro del fronte su via degli Strozzi è uno scudo originale con l'arme degli Anselmi. |
|          | 13r-25r | Palazzo Mattei          | Erano qui in antico varie case che formavano schiera davanti a palazzo Strozzi, appartenenti ai Gondi, ai Trinciavelli, ai Sassetti e ai Vecchietti, abbattute per l'allargamento delle attuali vie degli Anselmi e degli Strozzi. Al loro posto venne eretto su progetto dell'architetto Riccardo Mazzanti e su committenza della famiglia Mattei questo palazzo, ad occupare l'intero isolato. Fin dal 1894 l'edificio ospitò i Grandi Magazzini Botto, quindi fu sede del Grand Hotel du Nord. Successivamente passò in eredità al Comune di Firenze che lo alienò vendendolo, nel 1921, all'Istituto Nazionale delle Assicurazioni. Dal 1930 e per lungo tempo il palazzo si è identificato con il negozio Principe di Firenze, aperto appunto in quella data per iniziativa di Sergio Doni. Oggi ospita al piano terra una boutique del marchio internazionale Louis Vuitton. |

### Lapidi
In corrispondenza del fabbricato del cinema Odeon (palazzo dello Strozzino) è un grande ed elaborato scudo con il campo vuoto; al di sotto è una lapide che dice il palazzo costruito nel 1922 dal Sindacato Immobiliare Toscano e restaurato nel 1938: 
| COSTRVITO NEL MCMXXII A. PER CONTO DELLA S.A. SINDACATO IMMOBILIARE TOSCANO RESTAVRATO NEL MCMXXXVIII |

Per esteso: «Costruito nel MCMXXII per conto della Società Anonima Sindacato Immobiliare Toscano - Restaurato nel MCMXXXVIII»; vennero scalpellati via i riferimenti all'epoca fascista, che si intravedono appena: accanto alla prima data "I E. F." (primo anno dell'era fascista) e alla seconda "A. XVII E. F." (anno diciassettesimo dell'era fascista).